# Management Information Systems Quarterly
Management Information Systems Quarterly (abrégé en MIS Quarterly ou MISQ) est une revue scientifique qui publie des articles de recherche originaux évalués par des pairs dans le domaine du management des systèmes d'information.

## Origine
MIS Quarterly est publié depuis 1977 par le MIS Research Center, logé à l'université du Minnesota. Actuellement, le douzième directeur de publication est Arun Rai (Georgia State University, États-Unis).
Pendant ses premières années de publication, MISQ contenait à la fois des papiers académiques, des cas et des articles à destination des professionnels. Depuis 2002, la section Applications a été supprimée de la revue académique et a donné naissance à une revue destinée aux managers, MIS Quarterly Executive.

## Place de MISQ dans le domaine du management des systèmes d'information
MISQ est parrainé depuis plus de 10 ans par l’Association for Information Systems. Il fait partie du Senior Scholars' Basket of Journals de l'Association for Information Systems, une liste des journaux à fort impact dans le domaine du management des systèmes d'information.
Pour la période allant de 1992 à 2005, MIS Quarterly avait obtenu le plus haut facteur d'impact (4,978) de tous les journaux académiques dans le domaine des affaires. Il était alors considéré comme l'une des revues les plus prestigieuses en management des systèmes d'information. D'après le Journal Citation Reports, le facteur d'impact de ce journal était de 4,485 en 2009 et 7.268 en 2016. 
En 2013, l'article le plus cité publié dans MISQ était l'un des articles fondateurs du Modèle d'acceptation de la technologie : selon le Web of Science, il avait reçu plus de 4000 citations.

## Classements académiques
En 2017, MISQ est classé à un rang élevé par les trois organismes qui, en France, publient des évaluations des revues académiques :
- CNRS : rang 1 en 2017[11].
- FNEGE : rang 1 en 2016[12].
- HCERES : rang A[13].